# Siparuna alternifolia
Siparuna alternifolia är en tvåhjärtbladig växtart som först beskrevs av Spreng., och fick sitt nu gällande namn av A. Dc.. Siparuna alternifolia ingår i släktet Siparuna och familjen Siparunaceae. Inga underarter finns listade i Catalogue of Life.